# ایتر (شهر اتریش)
ایتر (به آلمانی: Itter) یک منطقهٔ مسکونی در اتریش است که در کیتسبول واقع شده‌است. ایتر ۱۰٫۴۴ کیلومتر مربع مساحت دارد ۷۰۳ متر بالاتر از سطح دریا واقع شده‌است.